# Polhograjsko hribovje
Polhograjsko hribovje este o arie protejată (arie specială de conservare — SAC, sit de importanță comunitară — SCI) din Slovenia întinsă pe o suprafață de 2.965,09 ha, integral pe uscat.

## Localizare
Centrul sitului Polhograjsko hribovje este situat la coordonatele 46°02′28″N 14°14′30″E / 46.041°N 14.2416°E.

## Înființare
Situl Polhograjsko hribovje a fost declarat sit de importanță comunitară în aprilie 2013 pentru a proteja 6 specii de animale. Situl a fost protejat și ca arie specială de conservare în aprilie 2015.

## Biodiversitate
Situată în ecoregiunile alpină și continentală, aria protejată conține 5 habitate naturale: Pajiști uscate seminaturale și facies de acoperire cu tufișuri pe substraturi calcaroase (Festuco-Brometalia) (* situri importante pentru orhidee), Pante stâncoase calcaroase cu vegetație casmofită, Păduri de fag Luzulo-Fagetum, Păduri ilirice de Fagus sylvatica (Aremonio-Fagion), Păduri de pin scoțian din Dolomiții dinarici (Genisto januensis-Pinetum).
La baza desemnării sitului se află mai multe specii protejate:
- mamifere (2): liliac comun (Myotis myotis), liliacul mic cu potcoavă (Rhinolophus hipposideros)
- nevertebrate (4): Austropotamobius torrentium, fluturele-tigru (Callimorpha quadripunctaria), fluturele auriu (Euphydryas aurinia), fluturele flitirar (Euphydryas maturna)